# 吳炫三
吳炫三（1942年11月14日—），台灣畫家、雕塑家，宜蘭縣羅東鎮人。以原始藝術的抽象表現為其個人風格。喜愛探險，早年自國立台灣師範大學美術系畢業後，曾留學西班牙、美國紐約市，師事台灣畫家廖繼春、陳敬輝、李石樵。曾參與電影沒卵頭家演出，擔任村長阿福的腳色。
吳炫三曾獲得台灣十大傑出青年、吳三連文藝獎、中山文藝獎、國家文藝獎，以及法國藝術文化騎士勳章。目前定居法國巴黎，工作室的位置就設在立體派大師-畢卡索的附近，有向畢卡索致敬的意味。。

一、生平
(一)出生及早年生活
1942年出生於臺灣宜蘭縣羅東鎮，父親吳聖倉是林務員，母親張罕為家庭主婦[1]，吳炫三是4個孩子中的老三。成長在多雨的宜蘭，他從小就喜歡在雨過天青後追逐陽光嬉遊。自童年到初中畢業前皆依四季更迭協助父母務農，有時跟隨在林務局任職的父親走訪森林曠野，在充滿豐富生命的山林中巡遊冒險，閒暇時與太平山、大元山上的泰雅族小友朋們一起遊戲。家鄉的童年記憶、陽光以及在自然中的成長經驗，後來變成他創作發展上的重要泉源。
(二)學生時期
1960年帶著僅僅300元新臺幣離開老家獨自赴臺北，進入淡江中學後開始半工半讀的高中生活。高二時畫家陳敬輝（1911－1968）擔任他班級的美術老師，經常帶領學生在淡水不同角落寫生，啟蒙了他對繪畫的興趣，也引導吳炫三發現自我，立志向藝術創作道路前進。
1964年考上臺灣省立師範大學（今國立臺灣師範大學）美術系，大學期間打下紮實的學院訓練基礎，其中幾位老師對他有重要的影響，例如：在色彩關係與造型方面讓他建立觀念的廖繼春（1902－1976），在素描上教導他打好寫實基礎的李石樵（1908－1995），在繪畫整體色面關係上讓他有新體認的馬白水（1909－2003），引導他了解世界藝術潮流及美術史脈絡的陳慧坤（1907－2011）。[2]吳炫三當時主要以西方繪畫媒材進行創作，但大學期間亦師從黃君璧（1898－1991）、林玉山（1907－2005）學習水墨畫，在接觸東方繪畫美學之後對中國老莊哲學產生興趣。1966年，他與同儕友朋共同成立「畫外畫會」，為創始人之一。1968年他在臺灣省立博物館辦理生平首次個展，同年自國立臺灣師範大學美術系畢業。

(三)赴國外學習及生活
吳炫三大學畢業後即創作不綴，在投入專業繪畫創作初期，因個人成長於臺灣自然鄉野的生活經驗，作品傾向「師法自然」，以生活週遭可見的景物為題材，並被當時的臺灣藝壇視為年輕且具潛力的「鄉土畫家」。[3]作品在1969、1971、1973年，連續三次獲選代表臺灣參展巴西聖保羅雙年展。1971年赴西班牙馬德里皇家藝術學院就讀（San Fernando Royal Academy of Fine Arts in Madrid, Spain），入學後指導教授認為他繪畫技巧好、基礎札實，鼓勵他以「旅行」方式來激勵自己的創作思考。1973年碩士畢業，接受院長的建議，轉赴世界藝術之都美國紐約發展。初來乍到之時，歐洲性格的畫風難被美國藝壇接受，在生活的壓力下，以一年多的時間開計程車維生，並逐步開展創作階段中的「紐約時期」。後來，體會到藝術家的創作應該根植於自己的土地上，1976年自紐約返回臺灣定居。

(四)非洲及世界各地的探險與創作
吳炫三自美返臺後，重新回歸到強調直覺及感性的繪畫手法，並鞭策自己不斷創新求變，繪畫風格多元且多樣化。1978年赴東京「福神畫廊」舉辦個人首次日本個展，藝評家瀨木慎一認為吳炫三「繪畫技巧很好，什麼都會畫」但「要抓到A-Sun很難」的一席話，讓吳炫三決定在1979年前往非洲旅行研究，以尋求更具辨識性的個人獨特畫風及新的創作啟發。
1979-1980年第一次非洲行，從東非、中非、西非行至北非，11個月途經31個國家、走過數十萬里路，三度出入撒哈拉沙漠，曾兩度感染瘧疾、發生四次車禍、無數次的迷途，並經歷鱷魚、猛獸、蚊蟲、蠻族的生死威脅。1983-84年由北美、中美、南美再轉非洲，歷經13個月，進入包括瑪雅文化、印加文化、印第安文化、亞馬遜文化發源地帶。吳炫三在充滿危險、熾烈陽光和生存挑戰的探險歷程中，找到轉捩發展的新創作方向。
1987-1989年，多次進入南太平洋群島旅行研究。其中，首次的南太平洋之旅長達四個多月，他以「跳島」方式，行遍南太平洋及東南亞「巨石文化」區域中的馬來西亞、蘇門答臘、菲律賓、印尼、帝汶、新幾內亞、婆羅洲、斐濟群島、復活節島等。1990-1991年赴北極阿拉斯加愛斯基摩族生活區域旅行研究。1992年於法國設立巴黎竹莊工作室，激勵自己在巴黎與來自世界的13萬藝術家同台較量，隨時保持創作活力。自此之後，每年除了走訪世界各地原住民部落旅行研究，亦固定安排數個月，分別留駐在臺灣、巴黎工作室專心創作。
1992年在日本雕刻之森美術館的個展創作了五件以銅、石為媒材的大型雕塑作品，自此之後，立體作品逐漸成為吳炫三藝術創作的重點之一。
二、創作分期
(一)   西班牙時期
吳炫三1971～1973年留學西班牙期間，在「來自東方」的自覺中，繪畫呈現東方文化特有的性靈美感，繪畫作品蘊藏寧靜致遠的默思意境。色彩的處理受到哥雅（Francisco Goya, 1746-1828）的影響，畫面以色調的朦朧過渡來把握光的變化，呈現微隱的連續動態。
(二)   紐約時期
1973-1976年轉赴美國紐約生活，繪畫方向受到美國機械文明的刺激，以超寫實手法來描繪都會生活相關的主題。作品靈感得自於紐約第五街的百貨公司玻璃櫥窗，以窗外人潮急行匆匆的真實生活，對照窗內奢華的資本主義消費品味，藉由光與速度的瞬間變化，形成動與靜、現實與慾望的反映與折射。
(三)   陽光時期
吳炫三在1979年決定離開安定的文明生活圈，赴非洲荒野尋找新的創作啟發。1979、1983年兩度進入非洲長期旅行研究，發現了非洲自然大地最重要的「動」能──陽光。他觀察到非洲人天生皮膚黝黑如鏡，在炙熱艷陽下，周遭景物會隨著人的移動在如鏡的皮膚上反射入景，由此開創「把風景畫在臉上」這個獨樹一幟的繪畫觀念，並發展成交織著光、色及原始能量，極具個人特色的「陽光時期」作品。
(四)   南太平洋時期
吳炫三1987～1989年多次進入南太平洋群島旅行研究，行遍「巨石文化」區域。旅途中的某個清晨，他路經海邊看到一塊被兒童塗鴉畫上一隻大眼的巨石，觸動並啟發他的「南太平洋時期」作品。此系列畫作以翡翠藍的瑰麗色彩、俐落單純的色塊，呈現純淨素樸的原真世界。吳炫三並將畫中的巨石人格化，矗立於海岸的巨石被添加了眼睛，宛若有了鮮活的生命。
(五)   紅黑白時期
吳炫三在1995年開始將創作投注於臺灣排灣族與他們崇敬的百步蛇圖騰，以及達悟族的紅、白、黑族群特殊色彩上，開展他的「紅黑白時期」。作品以「陰陽紋」為主體，並賦予色彩特殊的意義：紅色代表生命、黑色為力量、白色為和平。作品形式越趨簡練純粹，結合中國傳統象形文字造型，透過自創的陰陽符號來表達。創作概念總和了他對南島體系原住民族的圖騰信仰，以及佛家、道家、東方哲學對「陰陽」互補消長的生命思考。
1995年至今，是吳炫三媒材嘗試的多元開拓期，在繪畫之外，也以陶土、瓷土、現成物、畸零木、巨型原木、石材、銅、鐵、水墨、攝影拼貼等來創作平面或立體作品，並以「回歸本真」的觀點，用素樸且張力十足的創作手法，呈現人類意識中的原始能量。
(六)   水墨創作
吳炫三2013年開始，以個人在創作上強調直覺表現的「狂」，結合對東方哲學中順應天地運行的「氣」與「道」的概念，以水墨為媒材，揮灑出一種「以狂寫墨」的畫風，創作了《殘墨新語》（2013）、《狂墨黃山》（2014）兩系列作品。
(七)   巨型雕塑
巨型雕塑是吳炫三自2001年以來頗受肯定的創作系列之一，作品內涵主要圍繞在「人文精神」、「自然韻律」、「文明和諧」三個主軸，對他自1979年以來游牧非洲、中南美洲、南太平洋等地域的原始文明探索，以及對東方哲學的宇宙運行、萬物創造和合共進的概念，進行融合式的演繹，展現他對自然、生態與人文的關懷視野。

三、得獎紀錄
1978第十六屆台灣十大傑出青年
1981中山文藝獎、
1986第九屆吳三連文藝獎
1987第十三屆國家文藝獎
1998年獲法國政府授勳「文化騎士勳章」，成為繼朱德群、趙無極後，第三位獲此榮銜的華人藝術家。

四、外部連結
SUN WU http://asun.wu.free.fr/
[1]. 陳長華，《南島．熾情．吳炫三》，臺中：國立臺灣美術館，2020，頁10-11。file:///E:/Users/jcyt/Downloads/%E5%8D%97%E5%B3%B6%EF%BC%8E%E7%86%BE%E6%83%85%EF%BC%8E%E5%90%B3%E7%82%AB%E4%B8%89%20(1).pdf 
[2]. 簡志信，〈畫外畫之黑馬 吳炫三〉《中國時報》，第九版，1969年4月28日；高歌，〈畫外畫談吳炫三〉《中國時報》，第9版，1970年9月11日。
[3]. 季潛俠，〈用強烈色彩‧顯樸實風格－吳炫三的繪畫‧表現出濃重的鄉土氣息〉，《青年戰士報》，1970年8月31日。

## 外部連結
- 吳炫三 (A-Sun WU) 個人網站（页面存档备份，存于）（法文）（繁體中文）（简体中文）